# Познанский университет искусств
Познанский университет искусств (пол. Uniwersytet Artystyczny w Poznaniu) — высшее художественное учебное заведение в Познани (Польша).

## История
В 1919 году в Познани была открыта государственная Школа декоративного искусства и художественного промысла, которая позже стала называться Институтом изобразительных искусств, в 1946 году — Национальной школой изобразительных искусств, с 1996 по 2010 год — Академия изобразительных искусств.
В настоящее время носит современное название — Университет искусств в Познани.
Изменение имени университета было связано с непрерывной структурной и программной эволюцией. Таким образом, в университете сложилась традиция находится в процессе перехода университета в живое и открытое высшее учебное заведение, находящееся в постоянном художественном и интеллектуальном поиске жизненных ценностей.
Академия имеет следующие факультеты:
- Дизайна интерьера и сценографии (специальности — дизайн, в том числе промышленный, сценография)
- графики и визуальных связей (специальность — графика)
- живописи (специальность — живопись)
- Скульптуры и резьбы (специальность — скульптура)
- Архитектуры и дизайна (специальности — дизайн, архитектура и урбанистики, искусство проектирования ландшафта, проектирование мебели)
- Художественного образования (специальность — подготовка в области художественной пластики)
- Мультимедийных технологий (специальности — искусство образной регистрации, интермедиа)

## Известные преподаватели и выпускники
- Абаканович, Магдалена
- Адамский, Веслав
- Билиньская, Зофия
- Войтович, Базили
- Гославский, Юзеф
- Кендзёра, Ежи
- Эйхлер, Здислав